# مندیت (مجله)
مَندِیت (انگلیسی: Mandate) یک مجلهٔ ماهانهٔ پورنوگرافی برای مردان همجنسگرا بود. این مجله از سال ۱۹۷۵ تا ۲۰۰۹ چاپ می‌شد.